# Val-des-Sources
Val-des-Sources je město na jihovýchodě kanadské provincie Québec. Žije zde přibližně 7 100 obyvatel. Do roku 2020 se město jmenovalo Asbestos, podle těžby azbestu v těsné blízkosti města. V dole Jeffrey Mine, který byl na konci 20. století největším fungujícím dolem na chryzotil a největším zaměstnavatelem ve městě, proběhla v roce 1949 čtyřměsíční „Azbestová stávka“ dělníků, která nastartovala výrazné sociální změny v politice Québecu (tzv. Tichou revoluci). Těžba v posledních dvou azbestových dolech (Jeffrey Mine a Lac d'Amiante du Canada) byla přerušena v roce 2011 a rozhodnutím nově sestavené vlády vítězné strany Parti Québécois byl záměr obnovit těžbu po volbách v září 2012 zrušen. V roce 2019 se vedení města rozhodlo kvůli negativním konotacím azbestu změnit název a v místním referendu v říjnu 2020 bylo vybráno s 51,5 % hlasů jméno nové.

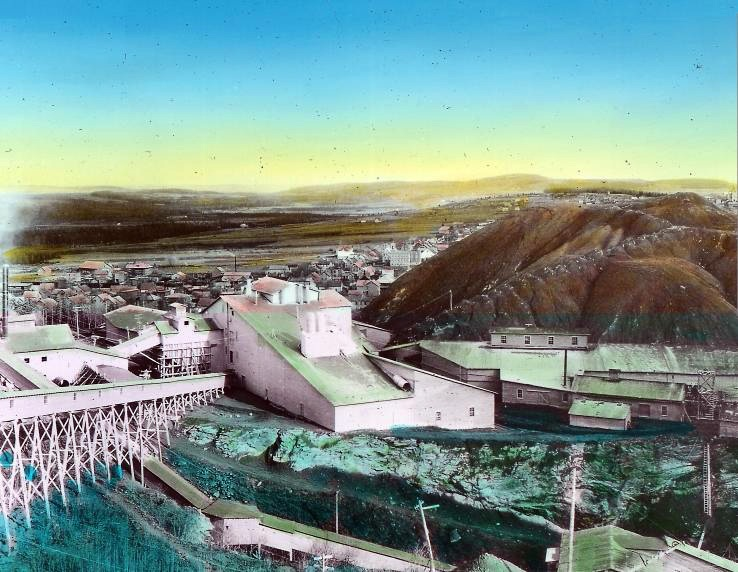
Pohled na důl a město v roce 1923
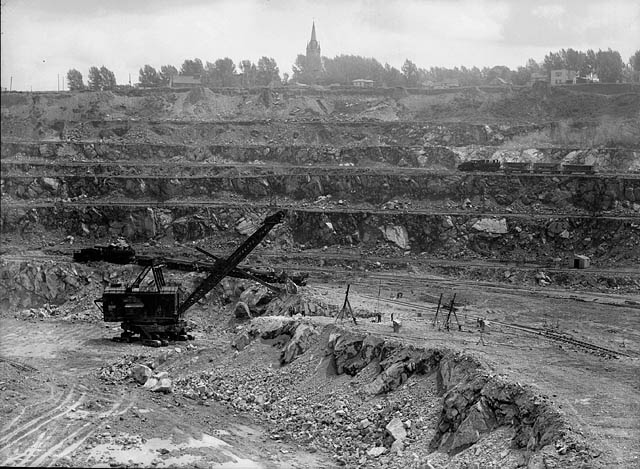
Rypadlo v dole Jeffrey Mine, na horizontu město Asbestos, 1944
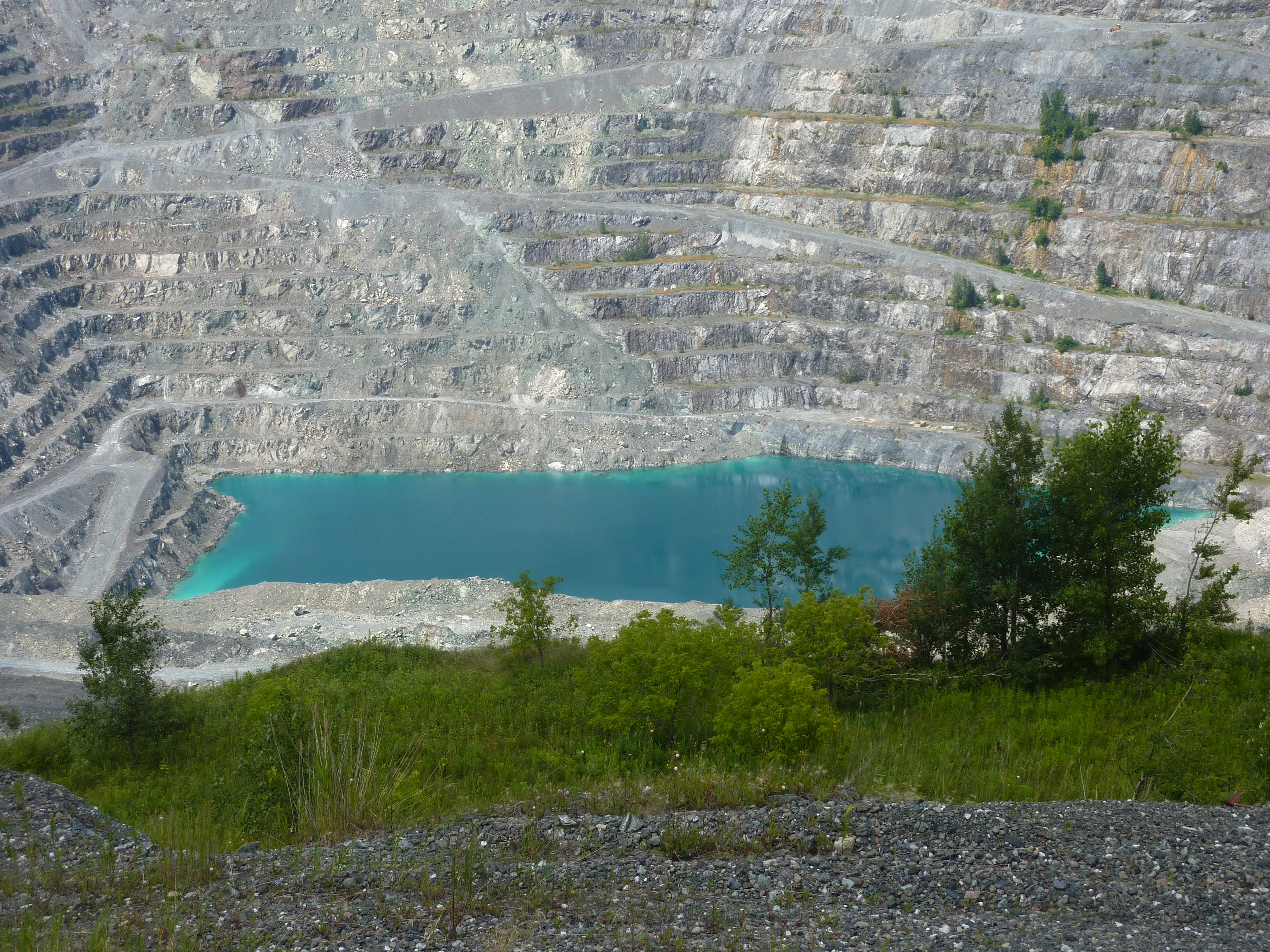
Opuštěný Jeffrey Mine v roce 2013